# Иштван Палоташ
Иштван Палоташ (мађ. Palotás-Potato István; Будимпешта, 5. март 1908 — 1. октобар 1987) био је мађарски фудбалски везиста који је играо за Мађарску на Светском првенству у фудбалу 1934. Играо је за Дебрецин на клупском нивоу.